# Jocs Europeus en pista coberta de 1969
Els Jocs Europeus en pista coberta de 1969 (en serbocroat: Четврте Европске игре у дворани 1969) fou la quarta edició del que posteriorment s'anomenaria Campionat d'Europa d'atletisme en pista coberta. La competició es dugué a terme a la ciutat de Belgrad (en aquells moments capital de la República Federal Socialista de Iugoslàvia i avui dia de Sèrbia) els dies 8 i 9 de març de 1969.
La competició es dugué a terme a la Sala 1 de la Fira de Belgrad amb una pista de 195 metres de llarg.

## Participants
Hi participaren un total de 220 atletes de 22 nacions diferents:
- Àustria (5)
- Bèlgica (3)
- Bulgaria (9)
- Dinamarca (2)
- Espanya (6)
- Finlàndia (2)
- França (13)
- Hongria (13)
- Irlanda (1)
- Itàlia (5)
- Iugoslàvia (29)
- Noruega (2)
- Poland (21)
- Regne Unit (14)
- RDA (14)
- RFA (22)
- Romania (9)
- Suècia (7)
- Suïssa (5)
- Turquia (2)
- Txecoslovàquia (15)
- Unió Soviètica (21)

## Resutats

### Categoria masculina
| Event                     | Or                                                                              | Or     | Plata                                                                              | Plata                    | Bronze                                                                | Bronze                   |
| 50 metres llisos detalls  | Zenon Nowosz (POL)                                                              | 5.8    | Valeri Borzov (URS)                                                                | 5.8                      | Bob Frith (GBR)                                                       | 5.8                      |
| 400 metres llisos detalls | Jan Balachowski (POL)                                                           | 47.3   | Jan Werner (POL)                                                                   | 47.4                     | Yuriy Zorin (URS)                                                     | 47.4                     |
| 800 metres llisos detalls | Dieter Fromm (GDR)                                                              | 1:46.6 | Henryk Szordykowski (POL)                                                          | 1:47.1                   | Noel Carroll (IRL)                                                    | 1:47.6                   |
| 1500 metres detalls       | Edgard Salvé (BEL)                                                              | 3:45.9 | Knut Brustad (NOR)                                                                 | 3:46.2                   | Walter Wilkinson (GBR)                                                | 3:46.4                   |
| 3000 metres detalls       | Ian Stewart (GBR)                                                               | 7:55.4 | Javier Álvarez (ESP)                                                               | 7:56.2                   | Werner Girke (FRG)                                                    | 7:56.8                   |
| 50 metres tanques detalls | Alan Pascoe (GBR)                                                               | 6.6    | Werner Trzmiel (FRG)                                                               | 6.6                      | Nicolae Pertea (ROM)                                                  | 6.7                      |
| relleus 4x390 m detalls   | PolandJan Werner · Jan Radomski · Andrzej Badeński · Jan Balachowski            | 3:01.9 | Unió SovièticaLeonid Mikishev · Aleksandr Bratchikov · Valeri Borzov · Yuriy Zorin | 3:01.9                   | RFADieter Hübner · Herbert Moser · Peter Bernreuther · Manfred Kinder | 3:04.5                   |
| relleus detalls           | PolandEdward Romanowski · Andrzej Badeński · Henryk Szordykowski · Jan Radomski | 4:16.4 | Només finalitzà un equip                                                           | Només finalitzà un equip | Només finalitzà un equip                                              | Només finalitzà un equip |
| relleus 3x1000 m detalls  | RFAAnton Adam · Walter Adams · Harald Norpoth                                   | 7:08.0 | TxecoslovàquiaJán Šišovský · Petr Blaha · Pavel Pěnkava                            | 7:23.1                   | IugoslàviaRadovan Piplović · Slavko Koprivica · Adam Ladik            | 7:42.8                   |
| Salt d'alçada detalls     | Valentin Gavrilov (URS)                                                         | 2.14   | Henry Elliott (FRA)                                                                | 2.14                     | Șerban Ioan (ROM)                                                     | 2.14                     |
| Salt amb perxa detalls    | Wolfgang Nordwig (GDR)                                                          | 5.20   | Hennadiy Bleznitsov (URS)                                                          | 5.10                     | Joachim Bär (GDR)                                                     | 5.10                     |
| Salt de llargada detalls  | Klaus Beer (GDR)                                                                | 7.77   | Lynn Davies (GBR)                                                                  | 7.76                     | Rafael Blanquer (ESP)                                                 | 7.63                     |
| Triple salt detalls       | Nikolay Dudkin (URS)                                                            | 16.73  | Zoltán Cziffra (HUN)                                                               | 16.46                    | Carol Corbu (ROM)                                                     | 16.20                    |
| Llançament de pes detalls | Heinfried Birlenbach (FRG)                                                      | 19.51  | Hartmut Briesenick (GDR)                                                           | 19.19                    | Heinz-Joachim Rothenburg (GDR)                                        | 18.69                    |

### Categoria femenina
| Event                     | Or                                                                                 | Or     | Plata                                                                                      | Plata  | Bronze                                                                        | Bronze |
| 50 metres llisos detalls  | Irena Szewińska (POL)                                                              | 6.4    | Sylviane Telliez (FRA)                                                                     | 6.5    | Madeleine Cobb (GBR)                                                          | 6.5    |
| 400 metres llisos detalls | Colette Besson (FRA)                                                               | 54.0   | Christel Frese (FRG)                                                                       | 54.8   | Rosemary Stirling (GBR)                                                       | 54.8   |
| 800 metres llisos detalls | Barbara Wieck (GDR)                                                                | 2:05.3 | Magdolna Kulcsár (HUN)                                                                     | 2:07.5 | Anna Zimina (URS)                                                             | 2:08.0 |
| 50 metres tanques detalls | Karin Balzer (GDR)                                                                 | 7.2    | Meta Antenen (SUI)                                                                         | 7.3    | Christine Perera (GBR)                                                        | 7.4    |
| relleus 4x195 m detalls   | FrançaOdette Ducas · Sylviane Telliez · Colette Besson · Christiane Martinetto     | 1:34.3 | Unió SovièticaGalina Bukharina · Vera Popkova · Lyudmila Golomazova · Lyudmila Samotyosova | 1:34.6 | IugoslàviaDarja Marolt · Verica Ambrozi · Ljiljana Petnjarić · Marijana Lubej | 1:36.9 |
| relleus detalls           | Unió SovièticaVera Popkova · Lyudmila Samotyosova · Raisa Nikonorova · Anna Zimina | 4:52.4 | PolandIrena Szewińska · Zdzisława Robaszewska · Elżbieta Skowrońska · Zofia Kołakowska     | 4:53.2 | IugoslàviaVerica Ambrozi · Ika Maričić · Mirjana Kovačev · Ninoslava Tikvicki | 5:05.9 |
| Salt d'alçada detalls     | Rita Schmidt (GDR)                                                                 | 1.82   | Yordanka Blagoeva (BUL)                                                                    | 1.82   | Antonina Lazareva (URS)                                                       | 1.79   |
| Salt de llargada detalls  | Irena Szewińska (POL)                                                              | 6.38   | Sue Scott (GBR)                                                                            | 6.18   | Meta Antenen (SUI)                                                            | 6.15   |
| Llançament de pes detalls | Marita Lange (GDR)                                                                 | 17.52  | Ivanka Khristova (BUL)                                                                     | 16.94  | Ingeburg Friedrich (GDR)                                                      | 16.42  |

## Medaller
| Núm.  | País              | Or | Argent | Bronze | Total |
| ----- | ----------------- | -- | ------ | ------ | ----- |
| 1     | Polònia           | 6  | 3      | 0      | 9     |
| 2     | Alemanya de l'Est | 6  | 1      | 3      | 10    |
| 3     | Unió Soviètica    | 4  | 4      | 3      | 11    |
| 4     | Regne Unit        | 2  | 2      | 5      | 9     |
| 5     | RFA               | 2  | 2      | 2      | 6     |
| 6     | França            | 2  | 2      | 0      | 4     |
| 7     | Bèlgica           | 1  | 0      | 0      | 1     |
| 8     | Bulgària          | 0  | 2      | 0      | 2     |
| 8     | Hongria           | 0  | 2      | 0      | 2     |
| 10    | Espanya           | 0  | 1      | 1      | 2     |
| 10    | Suïssa            | 0  | 1      | 1      | 2     |
| 12    | Txecoslovàquia    | 0  | 1      | 0      | 1     |
| 12    | Noruega           | 0  | 1      | 0      | 1     |
| 14    | Romania           | 0  | 0      | 3      | 3     |
| 14    | Iugoslàvia        | 0  | 0      | 3      | 3     |
| 16    | Irlanda           | 0  | 0      | 1      | 1     |
| Total | Total             | 23 | 22     | 22     | 67    |